# Gmina Ożarów
Die Gmina Ożarów ist eine Stadt-und-Land-Gemeinde im Powiat Opatowski der Woiwodschaft Heiligkreuz in Polen. Ihr Sitz ist die gleichnamige Stadt mit etwa 4600 Einwohnern.

## Gliederung
Zur Stadt-und-Land-Gemeinde (gmina miejsko-wiejska) gehören neben der Stadt Ożarów folgende 34 Dörfer mit einem Schulzenamt:
Biedrzychów
Binkowice
Czachów
Dębno
Gliniany
Grochocice
Jakubowice
Janików
Jankowice
Janopol
Janowice
Janów
Julianów
Karsy
Kruków
Lasocin
Maruszów
Niemcówka
Nowe
Pisary
Potok
Prusy
Przybysławice
Sobótka
Sobów
Stróża
Suchodółka
Szymanówka
Śródborze
Tominy
Wlonice
Wólka Chrapanowska
Wyszmontów
Zawada
Weitere Ortschaften der Gemeinde sind:
Dąbrówka
Gliniany (osada)
Gliniany Poduchowne
Kazub
Maruszów-Kolonia
Ogrody
Polesie Mikułowskie
Pod Dąbrówką
Potok-Kolonia
Skałecznica
Śmiłów
Wojciechówka
Zielonka Jasicka

## Verkehr
Im Süden der Gemeinde liegen der Dienstbahnhof Jakubowice und der ehemalige Haltepunkt Pisary an der Bahnstrecke Łódź–Dębica.